# Dolina Kościeliska

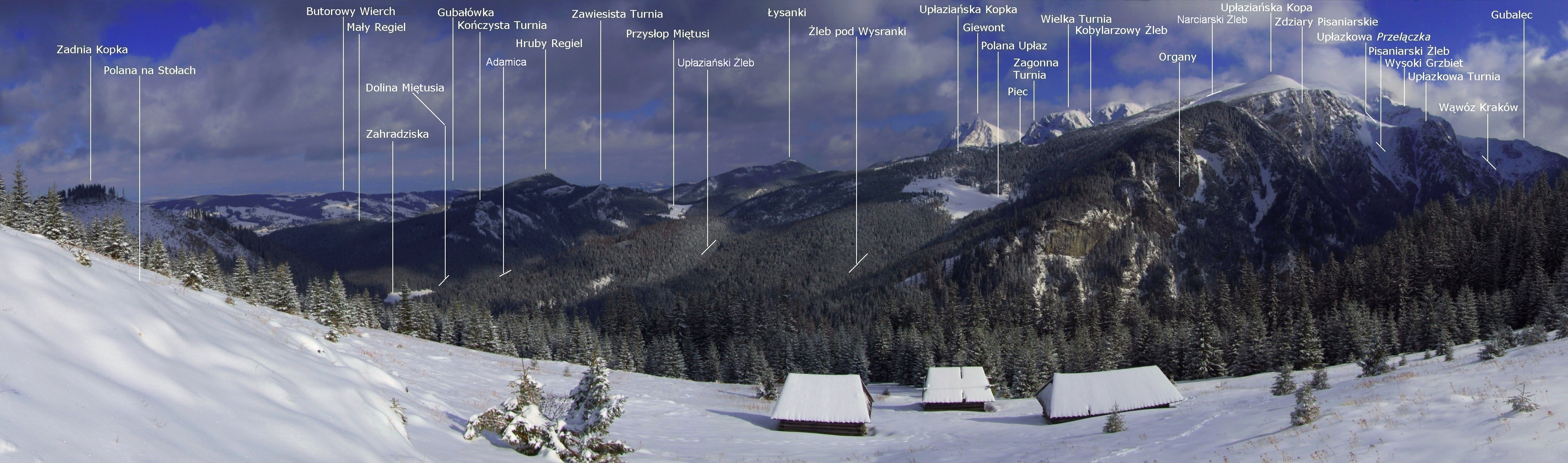
Dolina Kościeliska i jej otoczenie

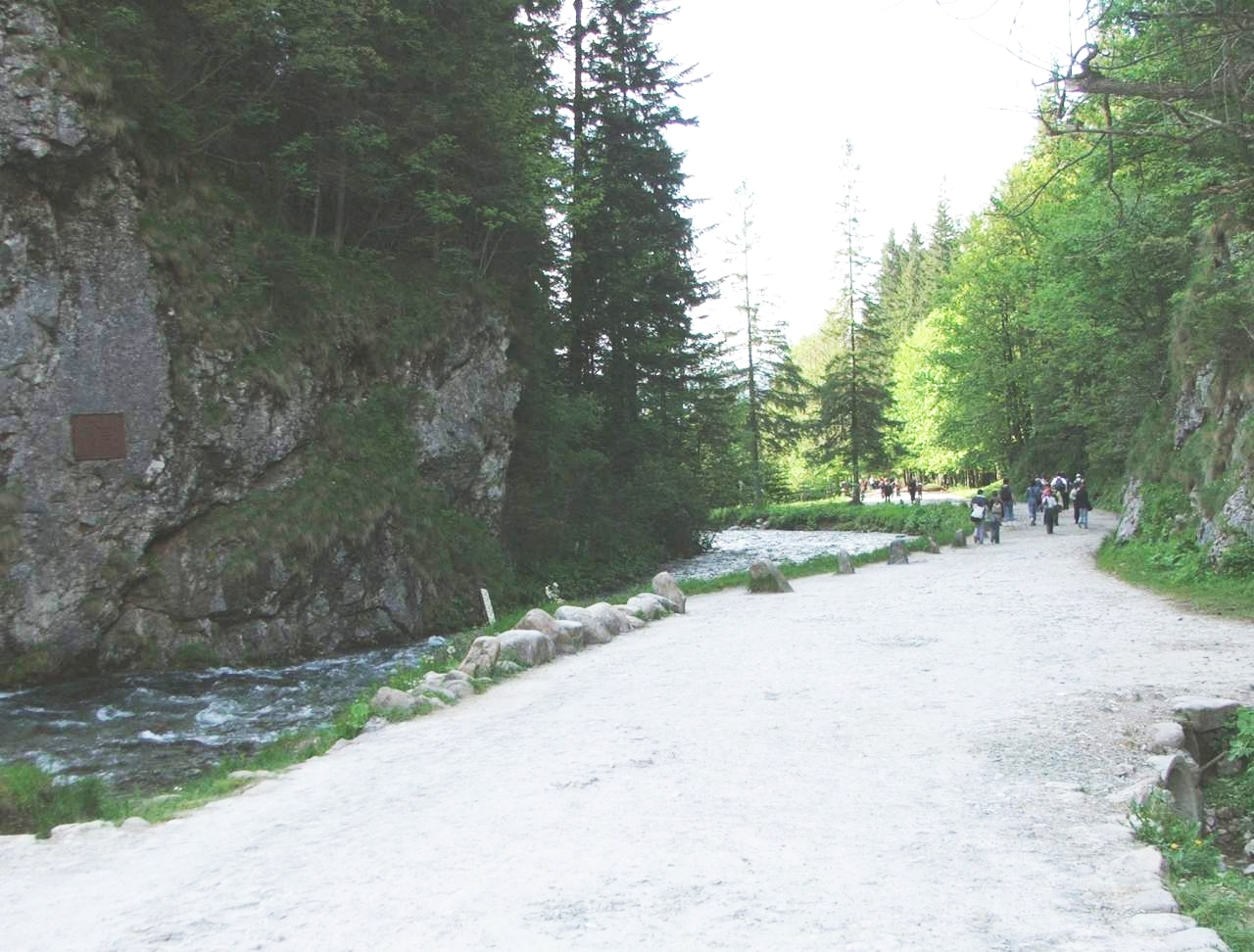
Niżnia Kościeliska Brama

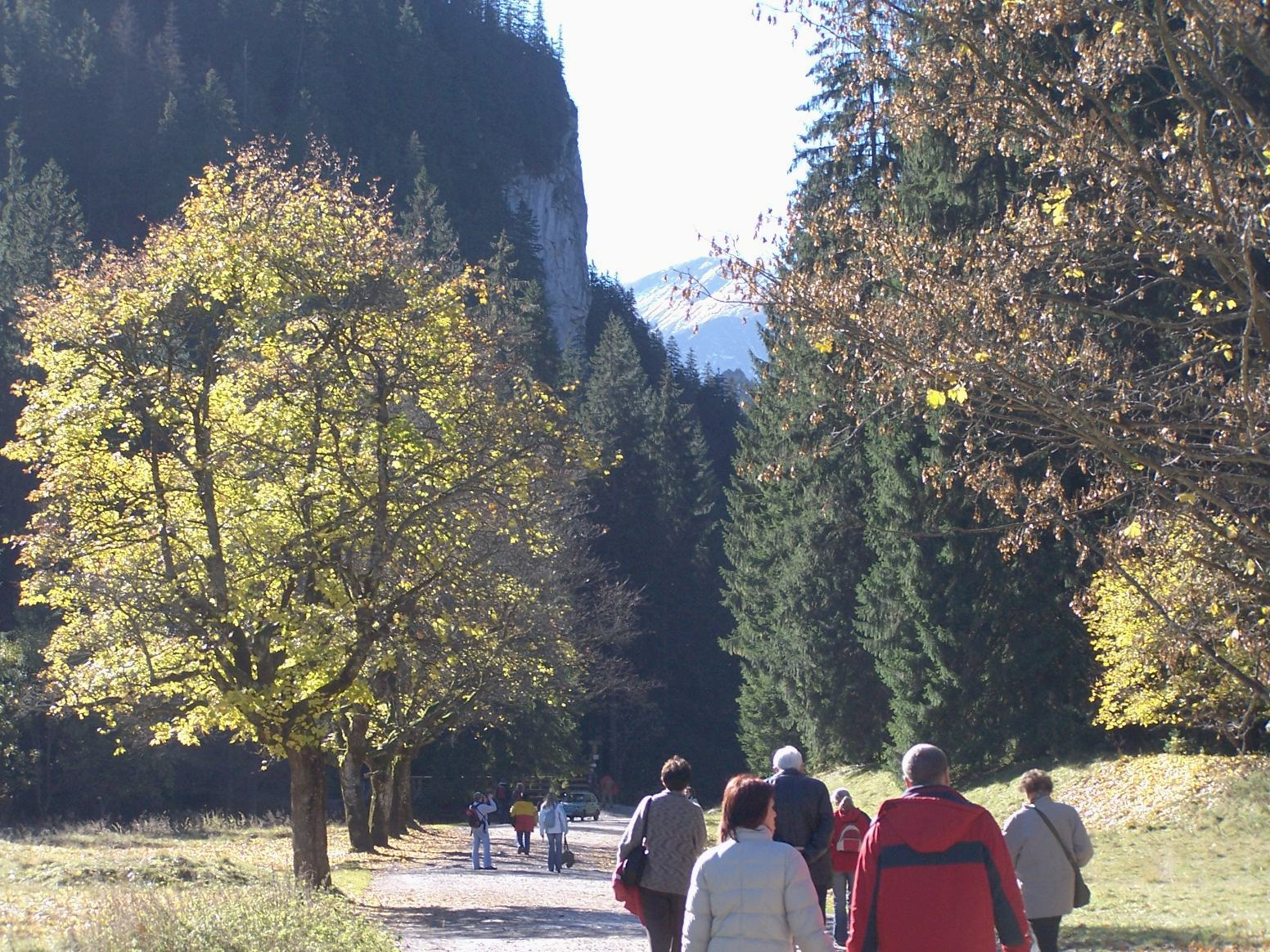
Stare Kościeliska

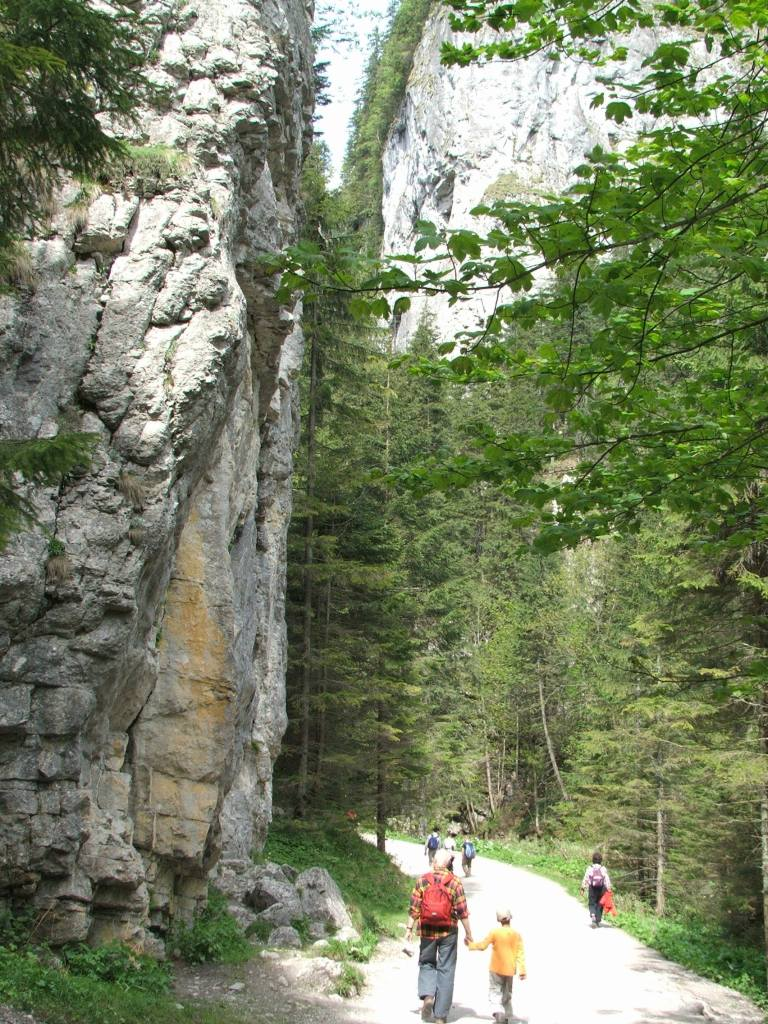
Pośrednia Kościeliska Brama

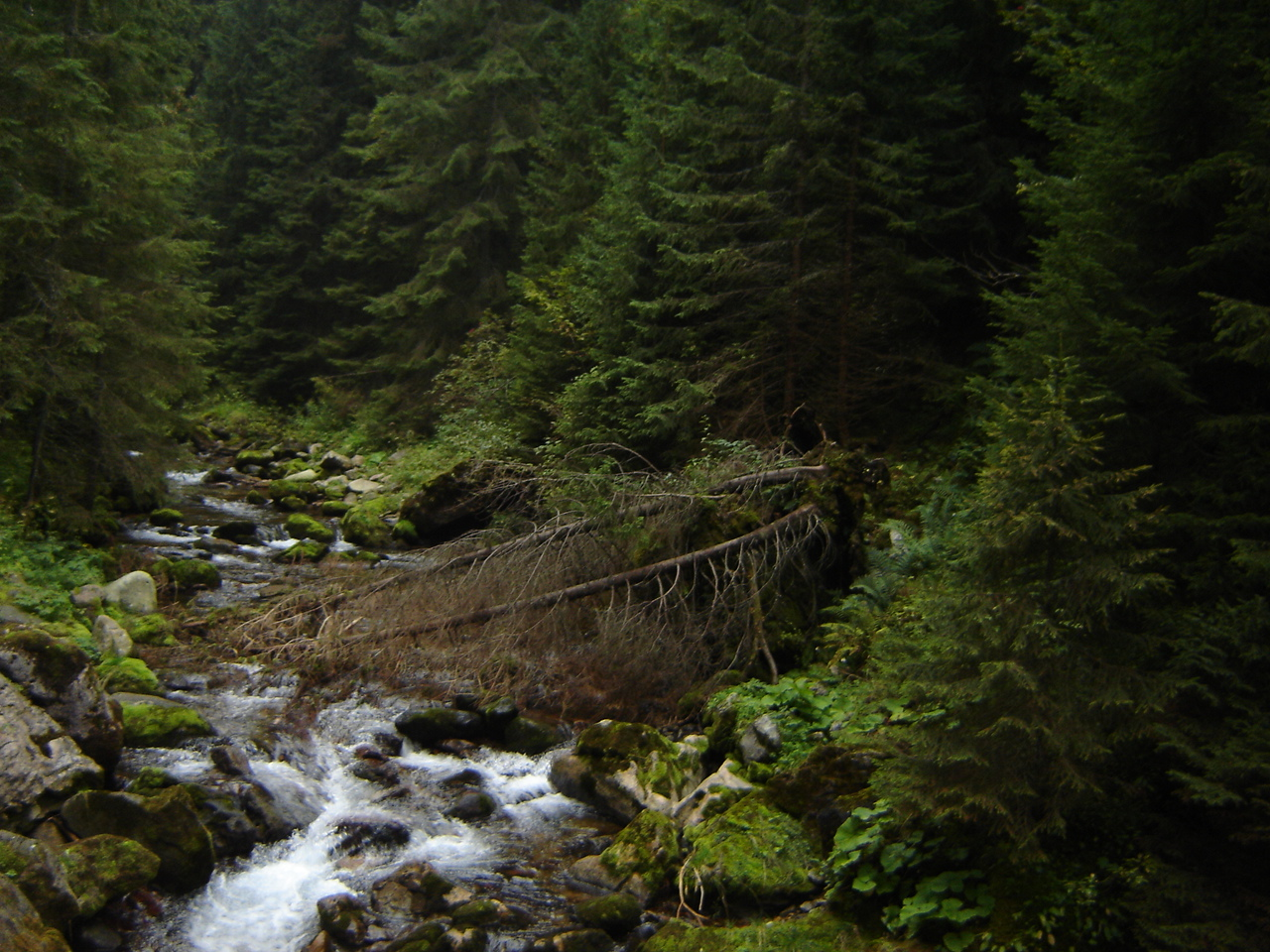
Kościeliski Potok

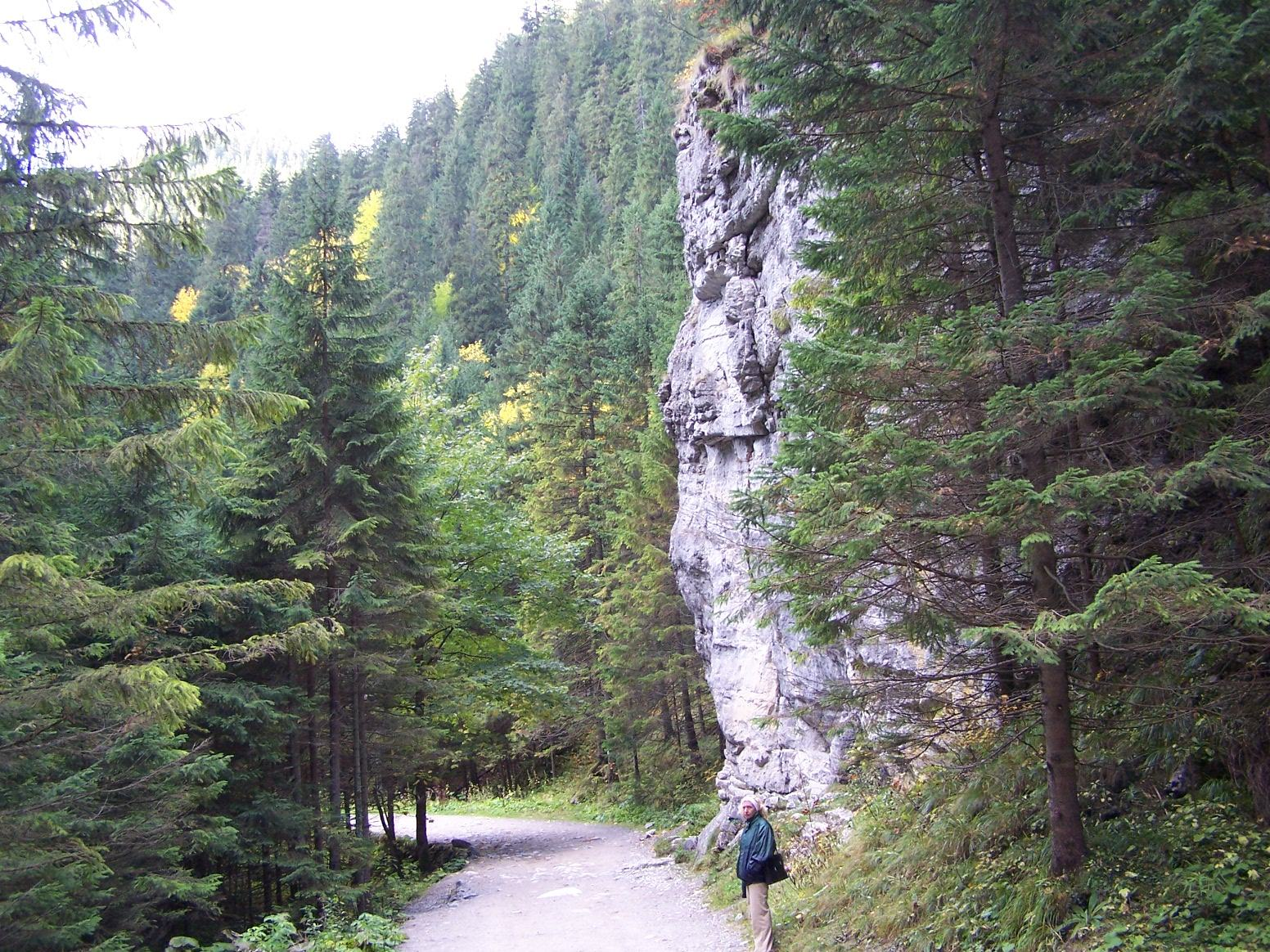
Wrota skalne wyżłobione przez potok w wapiennych skałach

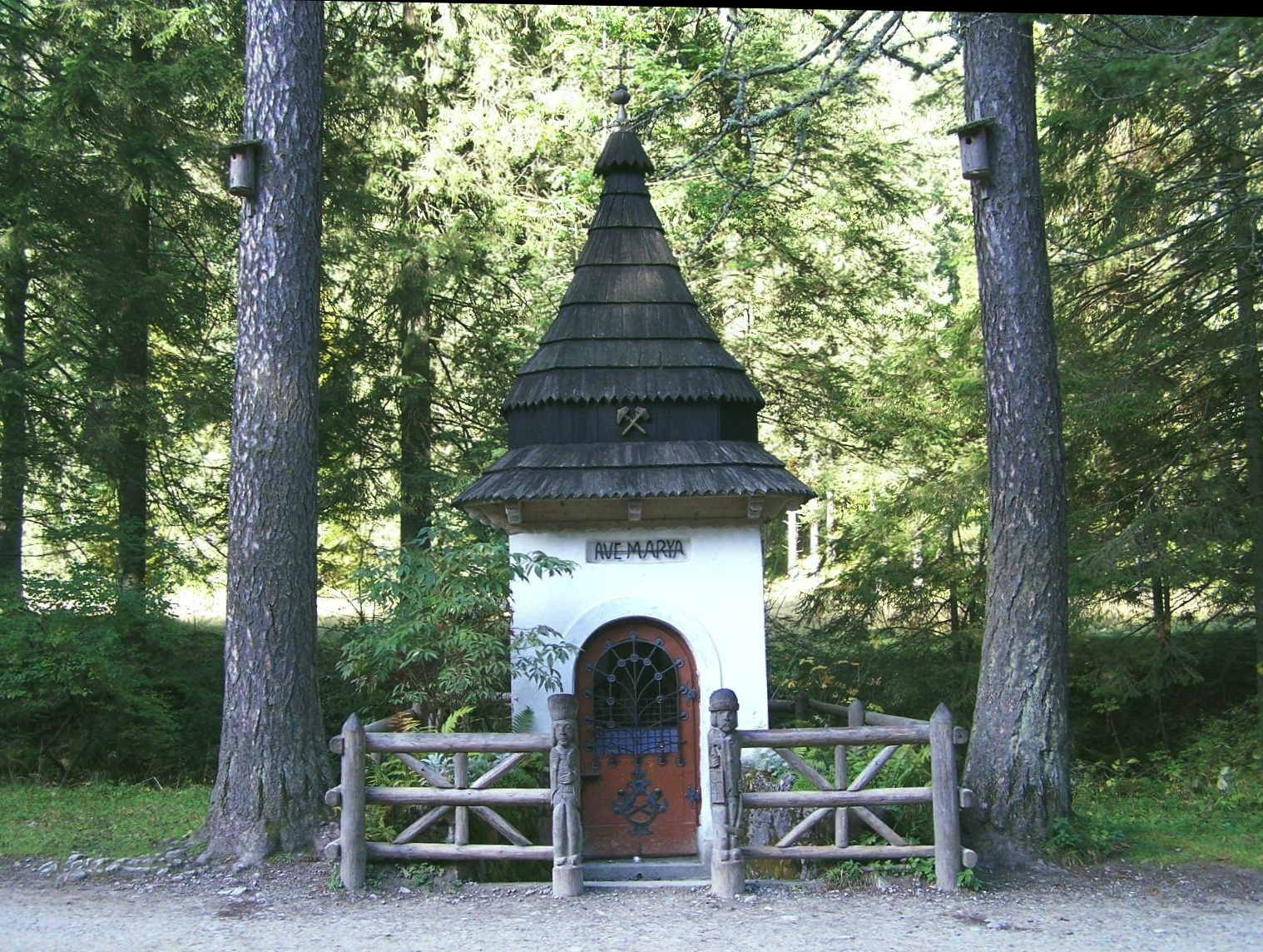
Kapliczka zbójnicka

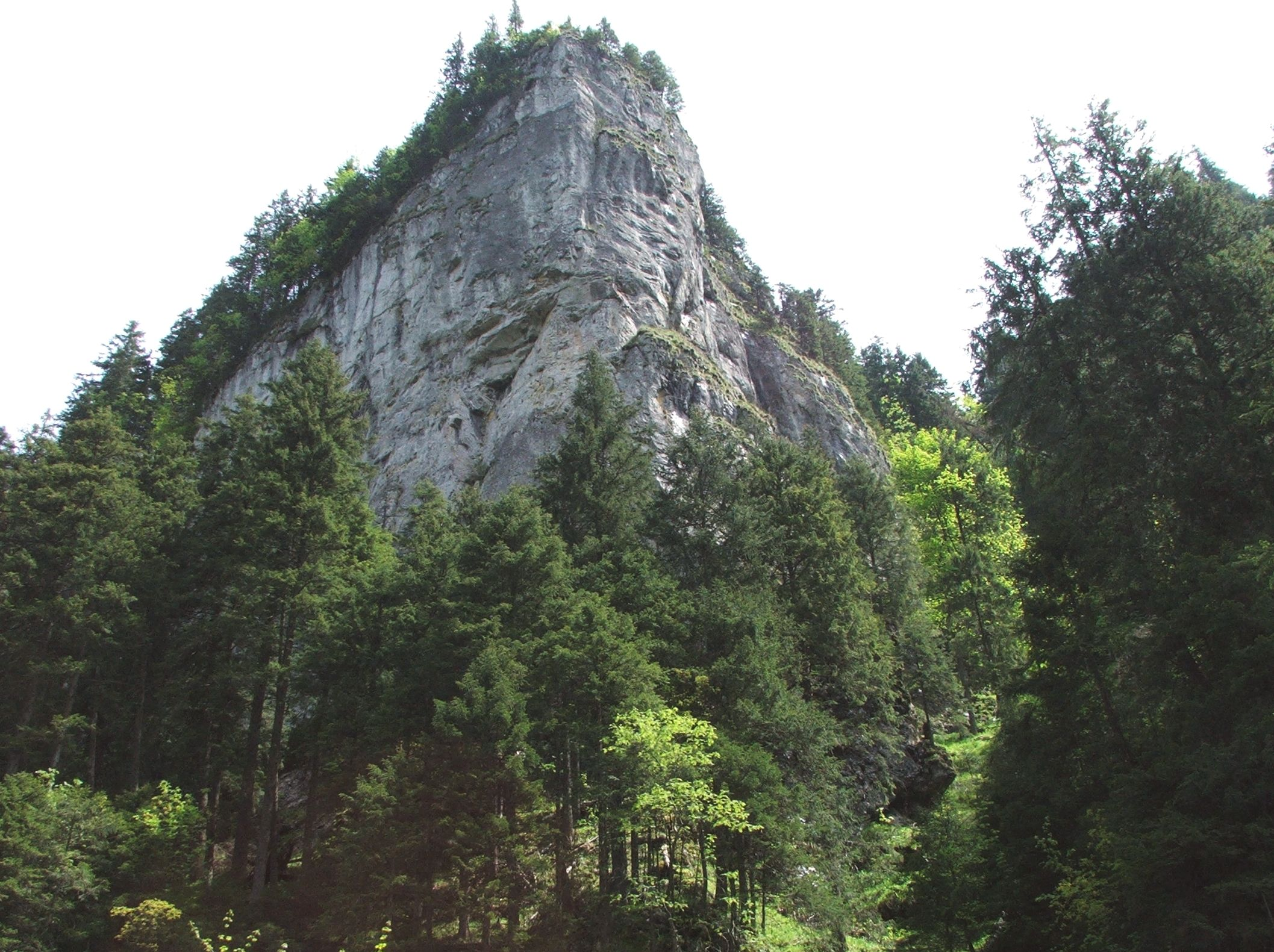
Turnia Okręt

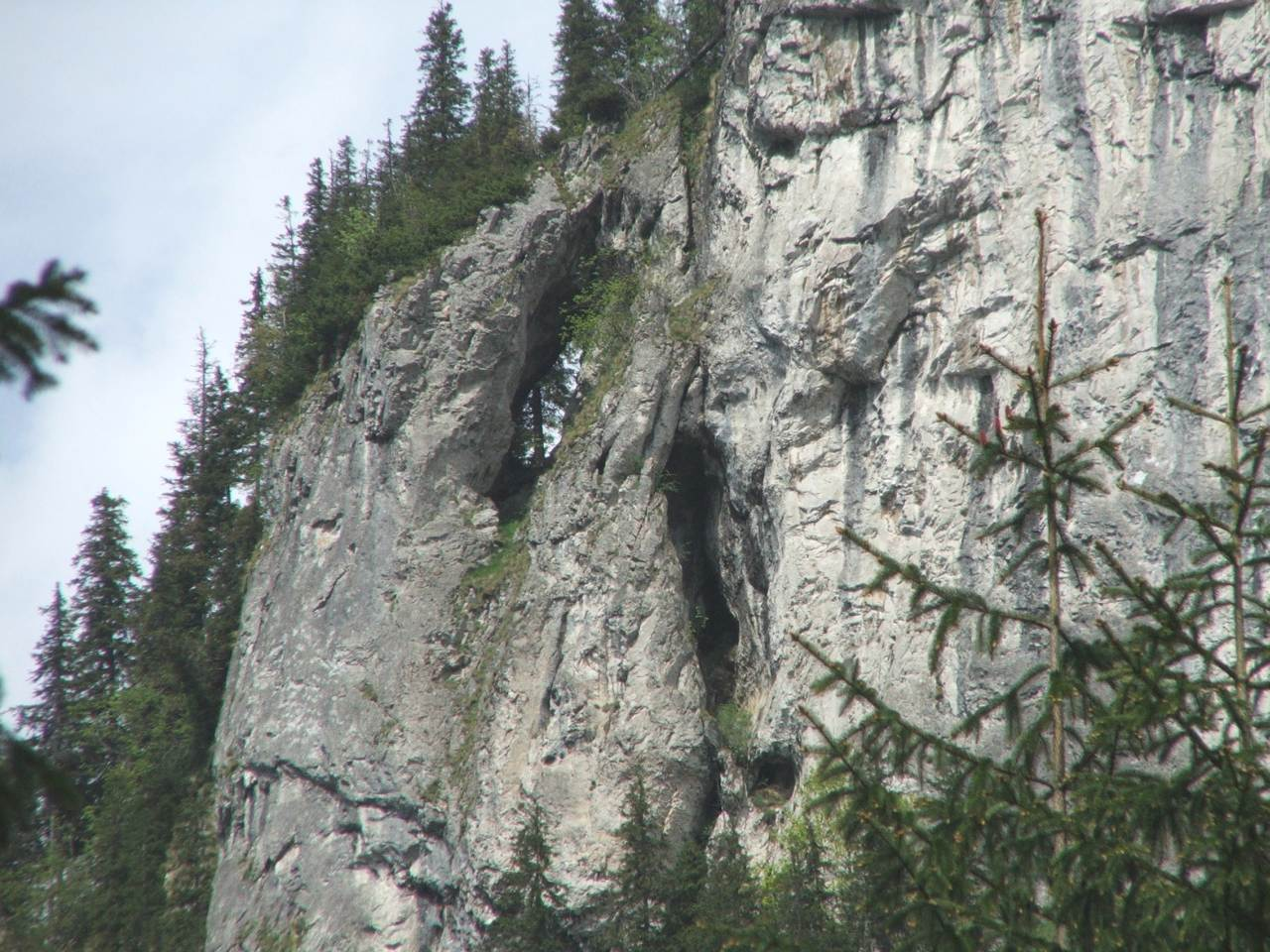
Zbójnickie Okna

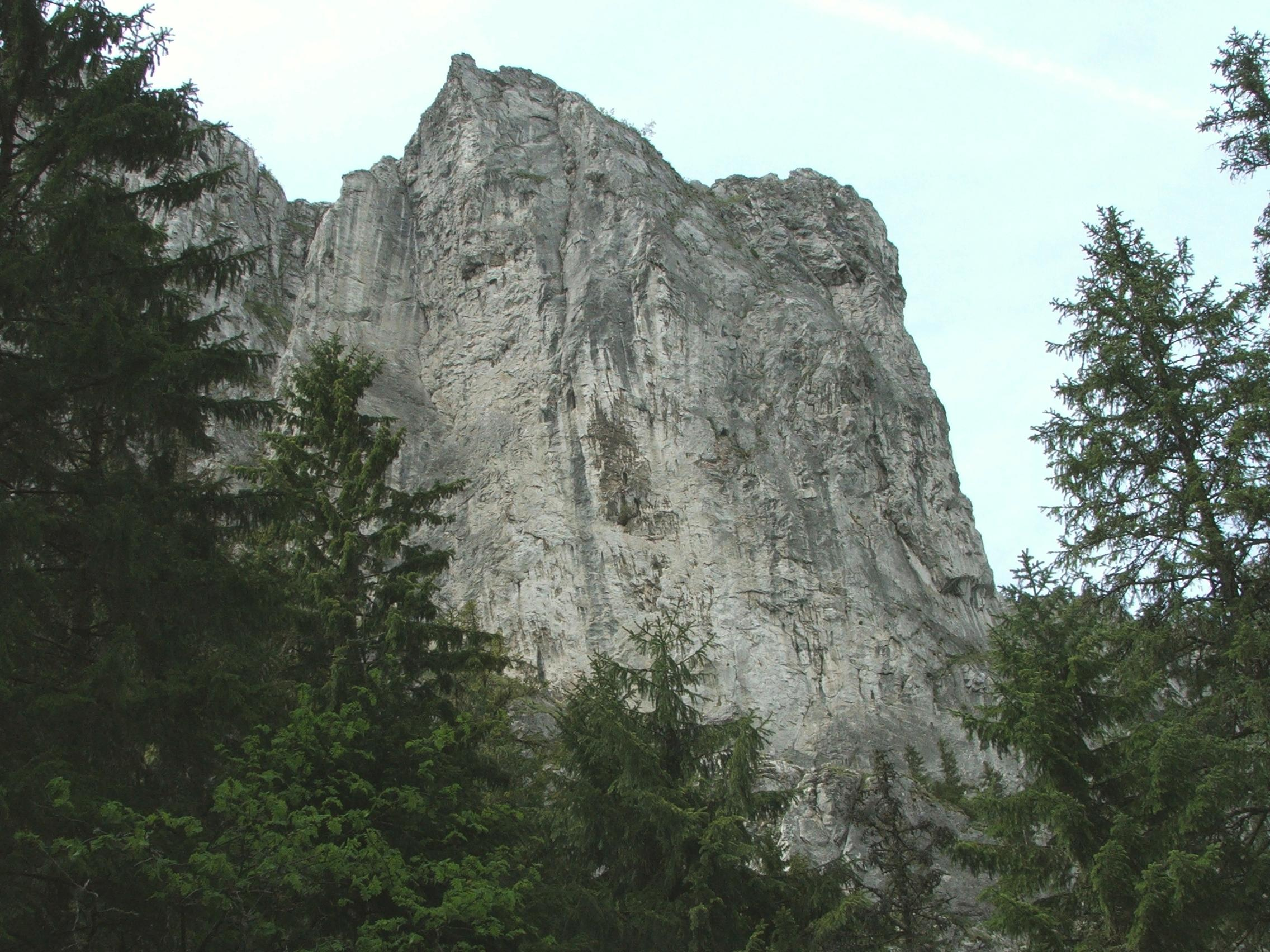
Raptawicka Turnia

Dolina Kościeliska – dolina walna, tj. sięgająca od podnóża Tatr do głównego grzbietu – grani głównej Tatr. Jest orograficznie prawą odnogą doliny Czarnego Dunajca, do której uchodzi w Kirach. Jest drugą co do wielkości doliną polskich Tatr (po Dolinie Chochołowskiej) i najbardziej atrakcyjną pod względem ilości wapiennych form skalnych, wąwozów, jaskiń, a także historii. Jest też jednym z najczęściej przez turystów odwiedzanych miejsc w Tatrach.

## Topografia
Znajduje się w Tatrach Zachodnich. Ma ok. 9 km długości, obwód ok. 27 km, a powierzchnię ok. 35 km². Od zachodu jej obramowanie tworzy północna grań Siwego Zwornika po Przednią Kopkę, od południa grań główna na odcinku od Siwego Zwornika po Małołączniak, od wschodu północno-zachodnia grań Małołączniaka po Mały Regiel. Wylotem doliny biegnie wyraźna granica między Tatrami i Rowem Podtatrzańskim oraz Podhalem. Północną fizycznogeograficzną granicę Doliny Kościeliskiej tworzy Droga pod Reglami.
Ma liczne boczne odgałęzienia, największe z nich to Dolina Miętusia, Dolina Tomanowa i Dolina Pyszniańska (Pyszna). Pozostałe większe odgałęzienia to: Żeleźniak, Żleb pod Wysranki, Wąwóz Kraków, Wściekły Żleb, Zastolański Żleb, Dolinka Iwanowska, Dolina Smytnia. Dnem doliny płynie Kościeliski Potok.
Najwyższym punktem w otoczeniu Doliny Kościeliskiej jest Błyszcz (2159 m). Z doliny jest widoczna, choć nie leży bezpośrednio nad nią, Bystra (2248 m) – najwyższy szczyt Tatr Zachodnich. Wylot doliny znajduje się w Kirach na wysokości około 927 m, tak więc deniwelacja doliny wynosi 1232 m.
Dolna i środkowa część Doliny Kościeliskiej tworzy długi i głęboki wąwóz skalny, ściany którego w trzech miejscach zwanych „bramami” zbliżają się blisko do siebie. Są to: Niżnia (Brama Kantaka), Pośrednia (Brama Kraszewskiego) i Wyżnia Kościeliska Brama (Brama Raptawicka){.

## Geologia
Południowa część doliny zbudowana jest z paleozoicznych skał krystalicznych, głównie przeobrażonych w karbonie gnejsów, oraz magmowych granitoidów. Część środkowa i dolna zbudowana jest ze skał osadowych powstałych na dnie morza w okresie od triasu do kredy. W wyniku sedymentacji nastąpiło ich rozdzielenie na płaszczowinę wierchową i reglową. W obydwu występują takie skały, jak wapienie, dolomity i łupki, a podrzędnie kwarcyty i piaskowce. Stanowią one górną warstwę, ale podczas orogenezy alpejskiej nastąpiło sfałdowanie i przemieszczenie warstw. Miejscami oderwane fragmenty krystaliczne zostały nasunięte na skały osadowe. Powstały tzw. czapki tektoniczne, np. na Małołączniaku czy Twardym Upłazie. Najmłodsze skały budują północną część doliny. Są to organiczne wapienie z otwornicami.
Wybitny wpływ na rzeźbę górnej części doliny wywarły plejstoceńskie lodowce. Lodowiec Doliny Tomanowej miał długość 3,6 km, lodowiec Doliny Pysznej 4,8 km. Ich szerokość dochodziła do 300 m, a miąższość do 170 m. Połączone lodowce swoim jęzorem lodowcowym sięgały do Bramy Raptawickiej. Wytworem ich działalności jest erozja terenu oraz moreny denne, boczne i czołowe, stożki glacifluwialne, misy wytopiskowe po bryłach martwego lodu (w jednej z takich mis powstał Smreczyński Staw). Również w górnej części Doliny Miętusiej był lodowiec. Jego jęzor sięgał do przewężenia doliny poniżej Zawiesistej Turni, a u góry po lodowcu pozostały dwie doliny zawieszone (Litworowa i Mułowa).
W kształtowaniu środkowej i dolnej części doliny główny udział miał płynący jej dnem Kościeliski Potok oraz płynące szczelinami we wnętrzu skał wody podziemne. Efektem ich działalności są skały o fantastycznych kształtach, strome ściany i liczne jaskinie, a także rozległe rozszerzenia, jak Polana Pisana, Stare Kościeliska, Wyżnia Kira Miętusia.
W Dolinie Kościeliskiej znajduje się kilka bardzo popularnych i dostępnych turystycznie jaskiń: Jaskinia Mroźna, Smocza Jama, Jaskinia Mylna, Jaskinia Raptawicka i Jaskinia Obłazkowa. Dolina Kościeliska jest największym w całych polskich Tatrach skupiskiem jaskiń, oprócz wymienionych jest jeszcze kilkaset innych jaskiń i schronisk, w tym Jaskinia Wielka Litworowa stanowiąca część najgłębszej i najdłuższej jaskini Polski – Jaskini Wielkiej Śnieżnej.

## Flora i fauna
W dolinie występują typowe dla Tatr piętra roślinności: regiel dolny, regiel górny, piętro kosodrzewiny i piętro halne. Ponad połowę powierzchni zajmują lasy, około 10% kosodrzewina, pozostałą część polany, hale i obszary skalisto-piarżyste. Bogata flora. Między innymi stwierdzono występowanie rzadkich w polskich Karpatach roślin, jak: irga kutnerowata, tojad Kotuli, podejźrzon rutolistny, turzyca dwupienna, wielosił błękitny, złoć mała. Z rzadszych gatunków roślin warto wymienić także ostróżkę tatrzańską, skalnicę tatrzańska, skalnicę karpacką, ostrołódkę karpacką, jaskra halnego, traganka zwisłokwiatowego. Liczna jest grupa roślin wapieniolubnych, m.in. skalnica zwisła, wierzba żyłkowana i alpejska, traganek wytrzymały, rogownica szerokolistna, mak tatrzański.
W dolnych częściach doliny występują typowe dla całego rejonu gatunki zwierząt. Z większych zwierząt występuje niedźwiedź brunatny, aż po górną granicę lasu jeleń szlachetny. Z rzadziej spotykanych gatunków ptaków występują m.in. krzyżodziób świerkowy, sowa uszata, drozd obrożny, płochacz halny, pomurnik, pliszka górska, pluszcz zwyczajny, zalatuje orzeł przedni. W piętrze kosodrzewiny i halnym żyje już mniej zwierząt, ale ze ssaków spotkać tu jeszcze można niedźwiedzia i dwa typowe dla piętra halnego gatunki: kozicę tatrzańską, świstaka alpejskiego, oraz gryzonie, m.in. nornik śnieżny, darniówka tatrzańska.

## Historia
W przeszłości Dolina Kościeliska była związana z przemysłem hutniczym. Srebro, miedź i antymon wydobywano już od końca XV w. Polana Stare Kościeliska tętniła życiem. Pod koniec XVIII wieku były tutaj dwa piece do wytopu miedzi, węglarnia i magazyny, a na początku XIX wieku fryszerka napędzana kołem wodnym, baraki robotników, karczma, leśniczówka i kapliczka zbójnicka. Od końca XVIII w. wydobywano głównie rudy żelaza. Było ich jednak niewiele. Po wyczerpaniu najbardziej wartościowych złóż z powodu nieopłacalności zaprzestano ich wydobycia i w 1841 r. hutę zlikwidowano.
Przez Dolinę Kościeliską, a dalej przez Tomanową Przełęcz prowadziła trasa na Słowację, którą podróżowali kupcy z jucznymi końmi i przemytnicy. Na trasie napadali nieraz na nich zbójnicy, o czym świadczą historyczne przekazy, a także nazwy skał, za którymi czyhali zbójnicy: Zbójnickie Okna, Zbójnicka Turnia. Dolina Kościeliska była też ulubionym miejscem poszukiwaczy skarbów, o czym świadczą pozostawione przez nich liczne znaki na skałach i w jaskiniach. W czasie II wojny światowej w dolinie ukrywał się oddział partyzancki im. Szczorsa, a doliną kurierzy tatrzańscy przeprawiali się za granicę.
Dolina Kościeliska przez kilka wieków była ważnym ośrodkiem pasterstwa. Było tutaj 9 hal: Hala Ornak, Hala Pyszna, Hala Smreczyny, Hala Tomanowa, Hala Smytnia, Hala Miętusia, Hala Upłaz, Hala Stoły, Hala Pisana oraz samodzielne polany: Zahradziska, Cudakowa Polana i Wyżnia Kira Miętusia. Łącznie wypasano na nich do 3 tysięcy sztuk owiec oraz kilkaset sztuk bydła. Wypas był ważnym źródłem utrzymania ludzi z miejscowości Zakopane, Wróblówka, Leśnica, Rogożnik, Klikuszowa. Nadmierna liczba wypasanych owiec i bydła spowodowała znaczne zniszczenia przyrody tatrzańskiej i erozję zboczy. Po utworzeniu Tatrzańskiego Parku Narodowego wypas zniesiono, jednak z początkiem lat 90. XX wieku, w celu zapobiegania zarastaniu polan i utrzymania ich bioróżnorodności wprowadzono na powrót ograniczony i podlegający kontroli wypas kulturowy na polanach Wyżnia Kira Miętusia, Zahradziska, Cudakowa Polana, Stare Kościeliska.

## Dzieje turystyki w Dolinie Kościeliskiej
Dolina Kościeliska była w Tatrach jednym z pierwszych miejsc odwiedzanych przez turystów. Historia turystyki liczy w niej już ponad 200 lat. Pierwsi turyści pojawili się w niej w 1815 r., a z każdym kolejnym rokiem ich ilość rosła. Jak pisał Jacek Kolbuszewski: Szczególne wzięcie jakim cieszyła się Dolina Kościeliska, wynikało nie tylko z jej pięknego położenia, ale w dużej mierze z łatwego dojazdu do niej. Do literackiej nobilitacji doliny przyczyniali się zwłaszcza pisarze, którzy wówczas zaczęli odwiedzać Tatry i nie omieszkiwali odwiedzić „Kościelisk”, by następnie relacjonować swe doznania. Była wśród nich m.in. Łucja Rautenstrauchowa, która Dolinę Kościeliską odwiedziła w 1842 r. Jej przewodnikiem w wycieczce był wielbiciel tatrzańskich gór, galicyjski malarz Jan Nepomucen Głowacki, przebywający wówczas w Kościelisku. Rautenstrauchowa opisała później dolinę w swym reportażu pt. „Miasta, góry i doliny” (1844), przeciwstawiając jej łagodne i zachwycające oblicze ponuremu i groźnemu obrazowi otoczenia Czarnego Stawu.
W połowie XIX w. znający już dobrze Tatry Ludwik Zejszner uznawał Dolinę Kościeliską za czołową atrakcję tych gór, znoszącą porównanie do słynnych dolin alpejskich: Dolina Kościeliska jest podług mego zdania najpiękniejszą ze wszystkich tatrowych; a gdy ją porównywam z najsłynniejszymi alpejskimi w Szwajcarii i Tyrolu, nie mogę znaleźć równej co do wspaniałych widoków. Szczególnego kroju skał, które ją otaczają i tego niezrównanego wdzięku, którego piórem określić niepodobna. Wtórował mu ledwo cztery lata później na łamach krakowskiego „Czasu” kryjący się pod kryptonimem M.S. podróżnik, znający m.in. znany wąwóz Tempe pod Olimpem: W całych Tatrach nie ma drugiej doliny, co by sprawiała wrażenie tak wdzięczne. Nie wątpię, iż gdyby ją znał Teokryt, pomieściłby w niej swoich pasterzy. Nie wiem nawet, czy owa słynna Tempe tak bardzo przewyższa wdziękiem Kościelisko.
Nic dziwnego, że w drugiej połowie XIX wieku dolina stała się już bardzo popularna turystycznie – wędrowano nią m.in. aż na szczyt Bystrej, by podziwiać wschód słońca. Natchnienie czerpali tam tacy twórcy jak Deotyma, Wojciech Gerson, Seweryn Goszczyński, Walery Eljasz-Radzikowski, Kazimierz Przerwa-Tetmajer, Stefan Żeromski i inni. Jan Gwalbert Pawlikowski zaczął badać i opisywać jej jaskinie. Pierwsi turyści nocowali w leśniczówce, ale w latach 20. XIX wieku wybudowano Karczmę na Starych Kościeliskach, która do 1863 r. służyła również jako schronisko turystyczne. Nie było to jedyne schronisko w Dolinie Kościeliskiej. Od 1890 do 1926 r. działała na polanie Gospoda Zamoyskiego, która na piętrze przyjmowała turystów na nocleg. Stała na polanie przy mostku prowadzącym do Lodowego Źródła i Bramy Kraszewskiego, dzierżawił ją od hrabiego Władysława Zamoyskiego Jan Słowiński. Przed II wojną światową Dolina Pyszniańska (tzw. Siwe Sady) była popularnym ośrodkiem narciarskim. Narciarze mogli nocować w nieistniejącym już Schronisku na Pysznej.
W celu eliminacji przenośnych sanitariatów, w 2025 r. przystapiono w dolinie do budowy sieci kanalizacyjnej.

## Aktualne informacje turystyczne
Dojazd z Zakopanego do przysiółka Kiry (927 m n.p.m.), będącego częścią Kościeliska. Kursują tam autobusy i busy. Przed wlotem do Doliny Kościeliskiej znajdują się płatne parkingi dla samochodów osobowych i autobusów. Do doliny obowiązuje zakaz wjazdu pojazdów samochodowych i rowerów. Dolinę można zwiedzać pieszo lub góralskimi dorożkami (w lecie) i saniami (w zimie). W sezonie turystycznym ruch jest olbrzymi – jest to jedno z najbardziej zatłoczonych miejsc w Tatrach. Dolina leży na terenie Tatrzańskiego Parku Narodowego (TPN), dlatego wstęp do niej jest płatny. Z doliny wychodzi wiele znakowanych szlaków turystycznych. W górnej części Doliny Kościeliskiej (z Kir 5,5 km, 1:30 h pieszo) znajduje się schronisko turystyczne na Hali Ornak (1100 m).

## Opis i szlaki turystyczne
Czasy przejścia podane na podstawie mapy. Opis wędrówki szlakiem zielonym, prowadzącym dnem doliny, poczynając od jej wylotu w Kirach:
- z lewej strony, na skraju lasu tzw. Jarcowa Skałka – wapień zawierający numulity
- z prawej strony ukryty pod ziemią otwarty w maju 2024 r. ośrodek edukacyjny TPN o nazwie „Tatrzańskie Archiwum Planety Ziemia”[14][15]
- 0,5 km – Niżnia Kościeliska Brama (Brama Kantaka)
- Wyżnia Kira Miętusia – rozszerzenie doliny i polana. Na lewo nad lasem widoczna Kończysta Turnia, na prawo Kościeliskie Kopki
- 1,3 km, 20 min – wylot Doliny Miętusiej. Na lewo prowadzą dwa szlaki turystyczne:

 – na Ciemniak w Czerwonych Wierchach przez polanę Upłaz i Chudą Przełączkę. Czas przejścia: 3:25 h, ↓ 2:30 h
 – znakowana czarno Ścieżka nad Reglami do Doliny Małej Łąki przez Przysłop Miętusi. Przez kolejne kilkaset metrów ścieżka biegnie razem ze szlakiem czerwonym. Czas przejścia na Wielką Polanę Małołącką: 1:05 h, z powrotem 55 min
- Cudakowa Polana z ławkami i stołem dla turystów
- 1,5 km – na prawo Ścieżka nad Reglami opuszcza do dolinę i kieruje się do Doliny Chochołowskiej przez Przysłop Kominiarski

 – czas przejścia na Niżnią Polanę Kominiarską: 40 min, ↓ 30 min
- 30 min – polana Stare Kościeliska z tzw. kapliczką zbójnicką
- 2,3 km, 35 min – z końca polany odchodzą dwa szlaki turystyczne:

 – na lewo jednokierunkowa, znakowana czarno ścieżka do Jaskini Mroźnej. Czas przejścia do Sowy: 1:10 h
 – 50 m wyżej niebieski szlak na prawo na Halę Stoły. Czas przejścia: 1:10 h, ↓ 55 min
- Lodowe Źródło po lewej stronie drogi
- Brama Kraszewskiego – półkilometrowy wąwóz skalny
- 3,2 km, 50 min – Sowa – po prawej stronie oryginalnie ukształtowany blok skalny podnóża masywu Stołów. Po przeciwnej stronie jednokierunkowe zejście od wylotu Jaskini Mroźnej
- 4 km, 1:05 h – Polana Pisana: polana, stoliki z ławkami dla turystów i końcowy postój dorożek góralskich
- Wyżnia Kościeliska Brama, zwana też Raptawicką Bramą – ostatnie przewężenie Doliny Kościeliskiej o długości ok. 700 m

 – 150 m powyżej polany znakowana żółto jednokierunkowa ścieżka do Wąwozu Kraków, prowadząca przez Smoczą Jamę i schodząca z powrotem na Polanę Pisaną. Czas przejścia: 50 min
- 4,3 km – Skała Pisana. Po lewej stronie płaska skała wapienna z autografami dawnych turystów, a również słynnych twórców. Po prawej stronie masyw Raptawickiej Turni
- 4,4 km – 100 m powyżej Skały Pisanej na prawo prowadzą dwa szlaki turystyczne:

 – czarny szlak do Jaskini Raptawickiej. Czas przejścia: 15 min
 – czerwony szlak do Obłazkowej i przez Jaskinię Mylną. Trasa jednokierunkowa, wylot przy Hali Pisanej. Czas przejścia: 50 min
- 4,8 km – wylot Doliny Smytniej i tzw. Krzyż Pola
- Stara Polana. Kończy się ciasny wąwóz i zbocza Doliny Kościeliskiej rozszerzają się
- po przekroczeniu Tomanowego Potoku, 70 m powyżej na lewo odchodzą dwa szlaki turystyczne:

 – czarny szlak do Smreczyńskiego Stawu. Czas przejścia: 30 min, ↓ 20 min
 – zielony szlak przez Dolinę Tomanową na Chudą Przełączkę i dalej na Ciemniak. Czas przejścia: 3:40 h, ↓ 2:40 h
dawniej czerwony szlak prowadził Doliną Tomanową na Tomanową Przełęcz, został on zamknięty w 2009 roku.
- 5,5 km, 1:35 h – Mała Polanka Ornaczańska (część Hali Ornak), a na niej schronisko PTTK na Hali Ornak.

 – żółty szlak przez Iwaniacką Przełęcz do Doliny Chochołowskiej. Czas przejścia na przełęcz: 1:15 h, ↓ 50 min